# Loma Bonita, San Blas Atempa
Loma Bonita är en ort i Mexiko.   Den ligger i kommunen San Blas Atempa och delstaten Oaxaca, i den sydöstra delen av landet, 500 km sydost om huvudstaden Mexico City. Loma Bonita ligger 34 meter över havet och antalet invånare är 121.
Terrängen runt Loma Bonita är platt åt sydost, men åt nordväst är den kuperad. Runt Loma Bonita är det ganska glesbefolkat, med 43 invånare per kvadratkilometer. Närmaste större samhälle är Juchitán de Zaragoza, 19,4 km öster om Loma Bonita. Omgivningarna runt Loma Bonita är en mosaik av jordbruksmark och naturlig växtlighet.